# 莫里茨堡 (哈雷)

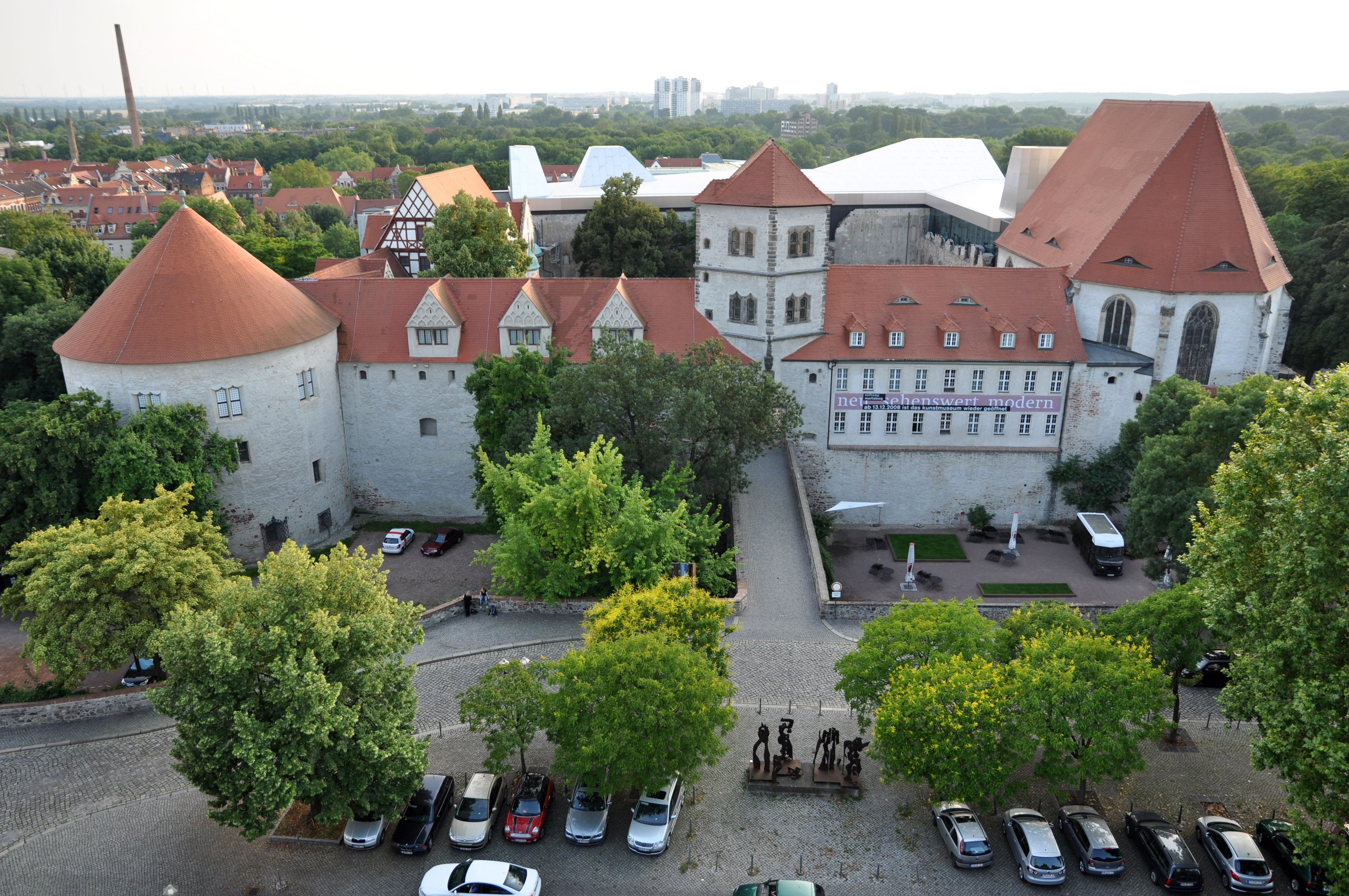

莫里茨堡是位於德國薩克森-安哈爾特州城市哈雷的一座城堡建築。莫里茨堡的建築風格為早期文藝復興式建築，是今日哈雷規模最宏偉的建築之一。自19世紀以來，莫里茨堡就是德國最重要的美術館之一。

## 外部連結
- Stiftung Moritzburg (Moritzburg Foundation) (german)
- Architect's Contest on Moritzburg (german)

51°29′10″N 11°57′48″E / 51.48611°N 11.96333°E